# Crottes-en-Pithiverais

Crottes-en-Pithiverais este o comună în departamentul Loiret din centrul Franței. În 2009 avea o populație de 329 de locuitori.